# بخش لانگر
بخش لانگر (به فرانسوی: Arrondissement de Langres) یک بخش در فرانسه است که در اوت-مارن واقع شده‌است.